# Língua kendayan
Kendayan é uma língua malaica - Land Dayak falada por cerca de 330 mil pessoas na província de Calimantã Ocidental, na Indonésia, e no estado de Sarauaque, na Malásia. É falada, em particular, nos distritos de Lundu e Sematan, na Divisão de Kuching, a oeste de Sarauaque, e nas regências de Sambas e Bengkayang, e em partes do município de Singkawang, a noroeste de Calimantã Ocidental. 
O nome "kendayan" é preferido em Calimantã, Indonésia, e "salako" em Sarauaque, Malásia. Às vezes, é chamada de bahasa Badameà, particularmente na Regência de Bengkayang e nas áreas próximas à cidade de Singkawang.. Outros dialetos do Kendayan incluem Ahe, Banana e Belangin. Falantes de qualquer um dos dialetos podem entender falantes de qualquer um dos outros. 
O Kendayan é conhecido como Salako, Selako ou Bahasa Salako na Malásia, e como Kendayan, Kanayatn, Badameà, Bahasa Badameà, Bahasa Dameà ou Katà Diri na Indonésia. As variedades da língua falada na Malásia diferem um pouco daquelas encontradas na Indonésia. O Salako é classificado por alguns estudiosos como uma língua Land Dayak, enquanto o Kanayatn é classificado como uma língua malaia 

## Contexto da língua
Salako é falado no estado de Sarauaque, na Malásia, e na província de Calimantã Ocidental, na Indonésia.  Há palestrantes nas Regências de Sambas e Bengkayang e em Singkawang. Outros dialetos são falados nas regências de Pontianak, Bengkawang e Landak da Calimantã Ocidental.
Diz-se que Singkawang, no sul dos Sambas, é o local de origem dos falantes de Salako.
O salako é falado no estado de Sarawak, na Malásia, e na província de Calimantã Ocidental, na Indonésia. Há falantes nas Regências de Sambas e Bengkayang, bem como em Singkawang. Outros dialetos são falados nas Regências de Pontianak, Bengkawang e Landak, em Calimantã Ocidental. 
Diz-se que Singkawang, no sul de Sambas, é o local de origem dos falantes de salako. Os dialetos falados em Kalimantan Ocidental foram influenciados pelo indonésio, que é a língua nacional da Indonésia. Esta é a língua usada em contextos oficiais, escolas, mídia e igrejas. Em Sarauaque, a influência do malaio tem sido menos significativa, visto que se tornou a língua nacional mais recentemente.
No entanto, os falantes mais jovens são normalmente educados através do indonésio, longe das aldeias, o que pode afetar a vitalidade da língua no futuro..

## Comparação com línguas vizinhas
| Inglês                    | Malaio-Indonésio  | Kanayatn      | Belangin/Balangin   | Banjarês           | Ngaju         | Bakumpai |
| ------------------------- | ----------------- | ------------- | ------------------- | ------------------ | ------------- | -------- |
| aquele                    | yang              | nang          | nang                | nang               | ijē           | ji       |
| velho                     | tua               | tuha          | tua                 | tuha               | bakas         | bakas    |
| pessoa                    | orang             | urakng        | urak; uhak          | urang              | oloh          | uluh     |
| quieto                    | diam/sunyi/senyap | diapm         | diap                | diam               | Benyem/Tunis  |          |
| mulher/fêmea              | perempuan         | bini          | mbini               | bibini             | bawi          | bawi     |
| pátria                    | kampung halaman   | binua         | binua               | banua              | lewun         | lebu     |
| rosto                     | muka              | muha          | muá                 | muha               | baụ           |          |
| um                        | satu              | asa           | satu                | asa                | ijẹ           | ije      |
| dois                      | dua               | dua           | dua                 | dua                | due           | due      |
| três                      | tiga              | talu          | tege                | talu               | telo          | telo     |
| solteiro (relacionamento) | bujang            | bujakng       | bujak               | bujangan           | bujang/salia  |          |
| tímido                    | malu              | supantn'/supe | malu                | supan              | hamen/mahamen |          |
| vila                      | kampung           | kampokng      | kampong             | kampung            | lewu          |          |
| noiva                     | pengantin         | panganten     | penganten           | panganten          | panganten     |          |
| calvo                     | botak/gundul      | pala'         | botak               | longor             | borang        |          |
| estúpido                  | bodoh             | baga          | mangkak; baga       | bungul             | mameh         |          |
| bebado                    | mabuk             | kamabuk       | mabu'k              | mabuk              | busau         |          |
| natação                   | berenang          | ngunanang     | benanang; nyon'yong | bakunyung/bananang | hanangui      |          |

## Escrita
Kendayan é escrito com o alfabeto latino, e há uma tradução do Novo Testamento da Bíblia no dialeto Salako.  
A língua usa o alfabeto latino sem as letras F, Q, V, X, Z; Usam-se as formasà, ng, ny. As vogais de som longo são representadas duplicadas na escrita.

## Amostra de texto
2.	Ako'koo, Yesus bakato ka ne' ido', "Waktu kau bado'a, bado'alah angayo nyian: 'Bapo', dikudusotnlah dama-Ngu. Atoknglah karajaan-Ngu.
3.	Bare'otnlah ka kami makanan nang sacukupe satiap ari,
4.	lalu ampuni'lah doso-doso kami sabab kamisandiri ugo' ngampuni' satiap urokbg nang basaloh ka kami. Lalu, amelah nabanan kami kadoopm pancobaan.
Português
2. E disse-lhes: Quando orardes, dizei: Pai nosso, que estás nos céus, santificado seja o teu nome; venha o teu reino; seja feita a tua vontade, assim na terra como no céu. 
3. O pão nosso de cada dia nos dá cada dia. 
4. E perdoa-nos os nossos pecados, pois também nós perdoamos a todo aquele que nos deve. E não nos deixes cair em tentação, mas livra-nos do mal.